# St. Jakob (Mitteldachstetten)

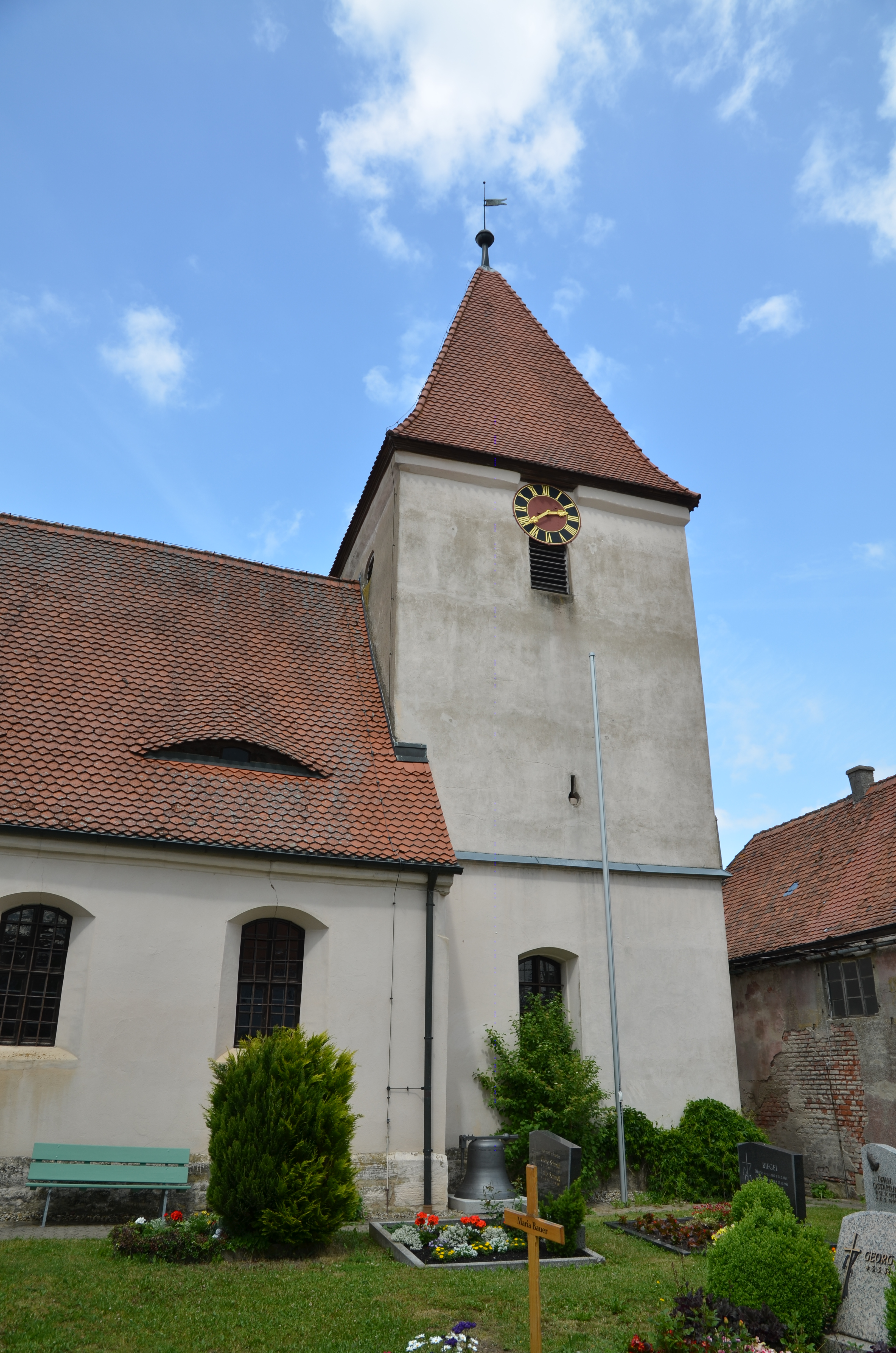
St. Jakob (Mitteldachstetten)

Die denkmalgeschützte evangelische Pfarrkirche St. Jakob steht auf dem Wehrfriedhof von Mitteldachstetten, einem Gemeindeteil der Gemeinde Oberdachstetten im mittelfränkischen Landkreis Ansbach in Bayern. Das Bauwerk ist unter der Denkmalnummer D-5-71-183-26 als Baudenkmal in der Bayerischen Denkmalliste eingetragen. Die Kirchengemeinde gehört zur Pfarrei Oberdachstetten im Dekanat Leutershausen im Kirchenkreis Ansbach-Würzburg der Evangelisch-Lutherischen Kirche in Bayern.

## Beschreibung
Der Chorturm der ehemaligen Wehrkirche stammt im Kern aus dem 15. Jahrhundert. Er wurde später mit einem Pyramidendach bedeckt. Der obere Bereich beherbergt die Turmuhr und den Glockenstuhl, in dem seit 2001 drei Kirchenglocken hängen, die von Hand geläutet werden müssen. Das an den Chorturm nach Westen angebaute Langhaus, das mit einem Satteldach mit Fledermausgauben bedeckt ist, entstand erst Mitte des 18. Jahrhunderts. 
Sein Innenraum hat eine Empore, von der aus das Innere des Chorturms zugänglich ist. Die Sakristei der Saalkirche wurde erst im 20. Jahrhundert angebaut. Die Kanzel, deren Brüstung mit Intarsien verziert ist, und ihr Schalldeckel wurden 1757 am südlichen Chorbogen angebracht. 
Die Orgel, die sich unten im Langhaus befindet, hat sechs Register, ein Manual und Pedal und wurde 1978 von Hey Orgelbau gebaut.